# جاي ميهتا
جاي ميهتا (بالهندية: जय मेहता؛ بالإنجليزية: Jay Mehta) هو شخصية أعمال هندي، ولد في 16 يناير 1961.